# 竜山区 (台北市)
竜山区（りゅうざん-く）は中華民国（台湾）台北市にかつて存在した区。現在の万華区の一部に相当する。
1922年（大正11年）の町名改正で八甲町、老松町、若竹町、新起町、西門町、元園町、入船町、有明町、竜山寺町、新富町が行政区画内に設置された。1946年（民国35年）に上記地区が統合され竜山区が設置された。1990年（民国79年）に竜山区は古亭区及び城中区と合併し万華区に再編された。